# 菊井亜希
菊井 亜希（きくい あき、1985年8月22日 - ）は、日本の女優。兵庫県出身。所属事務所はスターダストプロモーション。

## 出演

### テレビドラマ
- 絶対彼氏 (2008年、フジテレビ)
- 音女 第63話 (2008年、テレビ朝日)
- 素直になれなくて 第5話 (2010年、フジテレビ)
- 本音バナナ (2009年、フジテレビ) - 夏目モナ子役
- 牙狼＜GARO＞〜MAKAISENKI〜 第1話（2011年10月6日、テレビ東京） - 若い女（酔客）役
- 白戸修の事件簿 Episode0（2012年1月20日、TBS） - 南実花役
- 悪霊病棟（2013年7月 - 9月、毎日放送） - 三鷹亮子役

### 映画
- 裁判長! ここは懲役4年でどうすか （2010年11月6日）- 裁判員B 役
- ライムキャッチボール - 木下アカネ 役
- 闇金ウシジマくん（2012年8月25日）
- ジャッジ! (2014年1月11日公開）

### CM
- ミニッツメイド朝バナナ
- NTTドコモらくらくホン新聞・雑誌・Web
- ミスタードーナツミスター飲茶カメラマン篇
- ファンケルマイルドクレンジングオイル
- 朝日新聞広告モデル
- JR東海トーキョー☆ブックマーク
- サッポロビール生搾りみがき麦 〜生搾りの歌篇〜
- 江崎グリコカロリーコントロールアイス
- ダイハツ工業タントエグゼ一目惚れ篇
- キヤノンカタログ・Web

### DVD
- リアル隠れんぼ2

### PV
- Hilcrhyme(ヒルクライム) - 大丈夫
- Wreck Squad feat. 山口リサ - Not Yet
- misono - 私色/僕らスタイル
- 九州男 - music♪